# Paul Matte
Paul Matte (1854 - 1922) was een Duits ichtyoloog, fokker en importeur van tropische vissen. 
Hij importeerde in 1866 de eerste goudvis naar Duitsland uit Japan. Tevens was hij de eerste fokker van de paradijsvis buiten Azië. In 1896 importeerde hij de Siamese kempvis naar Duitsland uit Moskou. In het volgende jaar importeerde hij de Trichogaster fasciata naar Europa en acht jaar later, in 1905, importeerde hij ook de zebravis en de Xiphophorus hellerii. 
De Hemigrammus matei werd in 1918 door Carl H. Eigenmann naar Matte vernoemd.